# Beim Bergtold
Das Wohnhaus Beim Bergtold ist ein zweigeschossiger, querstehender gelb verputzter Walmdachbau in der Hauptstraße 22 der Stadt Merkendorf im Fränkischen Seenland (Mittelfranken) und steht unter Denkmalschutz.

## Bau
Das Gebäude wurde im 18. Jahrhundert erbaut und hat im Obergeschoss ein eng verstrebtes Fachwerk. In ihm befand sich jahrhundertelang ein Laden.